# 2-Iod-2-methylpropan
2-Iod-2-methylpropan ist eine anorganische chemische Verbindung aus der Gruppe der Halogenkohlenwasserstoffe.

## Gewinnung und Darstellung
2-Iod-2-methylpropan kann durch nucleophile Substitution (Reaktionstyp SN1) von tert-Butylmethylether mit konzentrierter Iodwasserstoffsäure gewonnen werden, wobei auch Iodmethan und Isobuten entstehen.

## Eigenschaften
2-Iod-2-methylpropan ist eine klare farblose Flüssigkeit mit charakteristischem Geruch, die sehr schwer löslich in Wasser ist und sich unter Lichteinwirkung verfärbt.

## Verwendung
2-Iod-2-methylpropan wird für organischen Synthesen verwendet und dient als Zwischenprodukt für Pharmazeutika.

## Sicherheitshinweise
Die Dämpfe von 2-Iod-2-methylpropan können mit Luft ein explosionsfähiges Gemisch (Flammpunkt 7 °C) bilden.